# Сулины
Сулины́  — старинный казачий, а затем и дворянский род, преимущественно донских казаков.

## Происхождение фамилии Сулин
Однозначного мнения по поводу происхождения фамилии Сулин — нет. Предположительно, от слова сулея, сулейка (вид винной бутыли). Возможно от сула — беспокойный человек.

## История рода Сулиных
- Наиболее раннее упоминание о Сулиных относится к 1711 году, когда в переписных книгах города Вологды были записаны посадские люди Иван да Василий Григорьевичи Сулины[1].
- В начале XIX века появляются документы о дворянских родах Сулиных из Области войска Донского. Андрей Лукич Сулин (1756—1820) — полковник Войска Донского, 27 июля (8 августа) 1804 жалован дипломом на потомственное дворянское достоинство.

## Описание герба
Щит разделён на четыре части. В первом золотом поле половина взлетающего чёрного одноглавого орла. Во втором лазуревом поле накрест две золотые пики остриями вверх и поперёк их серебряная изогнутая с золотой рукояткой сабля. В третьем червлёном поле три драгоценных камня (два вверху, один внизу). В четвёртом серебряном поле судно на море с двумя мачтами, поверх мачт серебряная сабля с золотой рукояткой.
На щите дворянский коронованный шлем. Нашлемник: три страусовых пера. Намёт на щите золотой и лазуревый, подложенный червлёным и золотом.

## Известные представители рода Сулиных
- Сулин Семен Никитич — атаман Войска Донского в 1773—1774, принимал участие в подавлении восстания Пугачёва[2].
- Сулин Никифор — один из походных атаманов принимавших участие в русско-турецкой войне 1768—1774. В этой войне среди отличившихся полков были казачьи полки Константина и Луки Сулиных[3].
- Сулин Андрей Лукич— основал в 1797 году хутор, с 1870-х — поселок Сулин (затем город Сулин, с 1927 — Красный Сулин).
- Сулин Иван Иванович — капитан, основатель Лихославля, (1816).
- Сулин Николай Семенович — полковник, отличился в сражении против турок 11 и 12 июня 1832 при крепости Шумле.
- Сулин Иван Иванович (19 июня (1 июля) 1850 — 2.03.1929) — генерал–майор, казак ст. Раздорской[4].
- Сулин Семён Илларионович[источник не указан 1693 дня], Герой Советского Союза.

  «В 1773 и 74 году войсковым атаманом Донского войска был Семен Сулин (а не Силин). Иловайский был избран уже на его место. У меня было в руках более пятнадцати указов на имя войскового атамана Семена Сулина и столько же докладов от войскового атамана Семена Сулина…» (А.С.Пушкин).    